# Forcipomyia cylindripalpis
Forcipomyia cylindripalpis är en tvåvingeart som beskrevs av Clastrier och Delecolle 1993. Forcipomyia cylindripalpis ingår i släktet Forcipomyia och familjen svidknott.
Artens utbredningsområde är Nya Kaledonien. Inga underarter finns listade i Catalogue of Life.